# Aceite de tártagos
Es un aceite fijo extraído por presión o por medio del alcohol y aún mejor del éter de las semillas de tártagos o catapucia menor (Euphorbia lathyris).
Este aceite es líquido, blanco, trasparente, inodoro y casi sin sabor cuando es reciente pero cuando está rancio es de muy mal gusto. Se emplea en medicina como purgante. Podría quitarse a este aceite su principio acre, activo, lavándolo con agua hirviendo asociada con un poco de ácido sulfúrico y así volverlo comestible. También podría emplearse en el alumbrado.